# Sunisi
Sunisi (en georgiano: სუნისი) o Sana (en osetio: Сæна) es una aldea que pertenece a la parcialmente reconocida República de Osetia del Sur, parte del distrito de Znaur, aunque de iure pertenece al municipio de Tighvi de la región de Iberia Interior de Georgia.

## Geografía
Sunisi se encuentra a orillas del río Shua Froni, a 2 km de Kornisi. 

## Historia
De 1922 a 1990, formó parte del distrito de Znaur del óblast autónomo de Osetia del Sur, siendo de mayoría georgiana. De 1990 a 2006, formó parte del raión de Kareli y, desde 2006, forma parte del municipio de Tighva. 
Tras la guerra de Osetia del Sur, la aldea quedó prácticamente vacía y entre 1992 y 2008 formaba parte de la zona de control georgiana (junto con las aldeas de Kvemo Okona y Zemo Okona). Tras la guerra ruso-georgiana agosto de 2008, Sunisi quedó bajo el control de las autoridades de la República de Osetia del Sur. 

## Demografía
La evolución demográfica de Sunisi entre 1908 y 2015 fue la siguiente:
| 139                                                      | 56 | 227 | 197 | 148 | 137 | 141 | 2 |
| (Fuente: Population of South Ossetia since Soviet times) |    |     |     |     |     |     |   |

Según el censo soviético de 1959, la mayoría de la población local eran georgianos.  En los distintos censos, la composición étnica del pueblo es la siguiente:
|              | 1916      | 1916       | 1989      | 1989       |
| Grupo étnico | Población | Porcentaje | Población | Porcentaje |
| ------------ | --------- | ---------- | --------- | ---------- |
| Georgianos   | 172       | 100%       | 85        | 60%        |
| Osetios      | 0         | 0%         | 56        | 40%        |
| Total        | 172       | 100%       | 141       | 100%       |